# Guilhermina Carolina da Dinamarca
Guilhermina Carolina da Dinamarca (em dinamarquês: Vilhelmine Caroline, em alemão: Wilhelmine Karoline; 10 de julho de 1747 - 14 de janeiro de 1820) foi uma nobre de Hesse, esposa do príncipe-eleitor Guilherme I.

## Família
Guilhermina era a terceira filha do rei Frederico V da Dinamarca e da princesa Luísa da Grã-Bretanha. Entre os seus irmãos estava a princesa Sofia Madalena da Dinamarca, esposa do rei Gustavo III da Suécia e o rei Cristiano VII da Dinamarca. Os seus avós paternos eram o rei Cristiano VI da Dinamarca e a marquesa Sofia Madalena de Brandemburgo-Kulmbach. Os seus avós maternos eram o rei Jorge II da Grã-Bretanha e a marquesa Carolina de Ansbach.

## Casamento
Guilhermina casou-se a 1 de setembro de 1764, no Palácio de Christiansborg com o príncipe Guilherme I, Eleitor de Hesse, conde de Hanau, um dos governantes mais ricos da época. Guilhermina e Guilherme tinham crescido juntos e brincavam quando eram crianças, visto que Guilherme tinha ido viver para a Dinamarca durante a Guerra dos Sete Anos e decidiu-se desde logo que os dois se casariam quando fossem adultos. O casal viveu alguns anos na Dinamarca antes de Guilherme herdar o principado de Hanau e viver lá permanentemente.

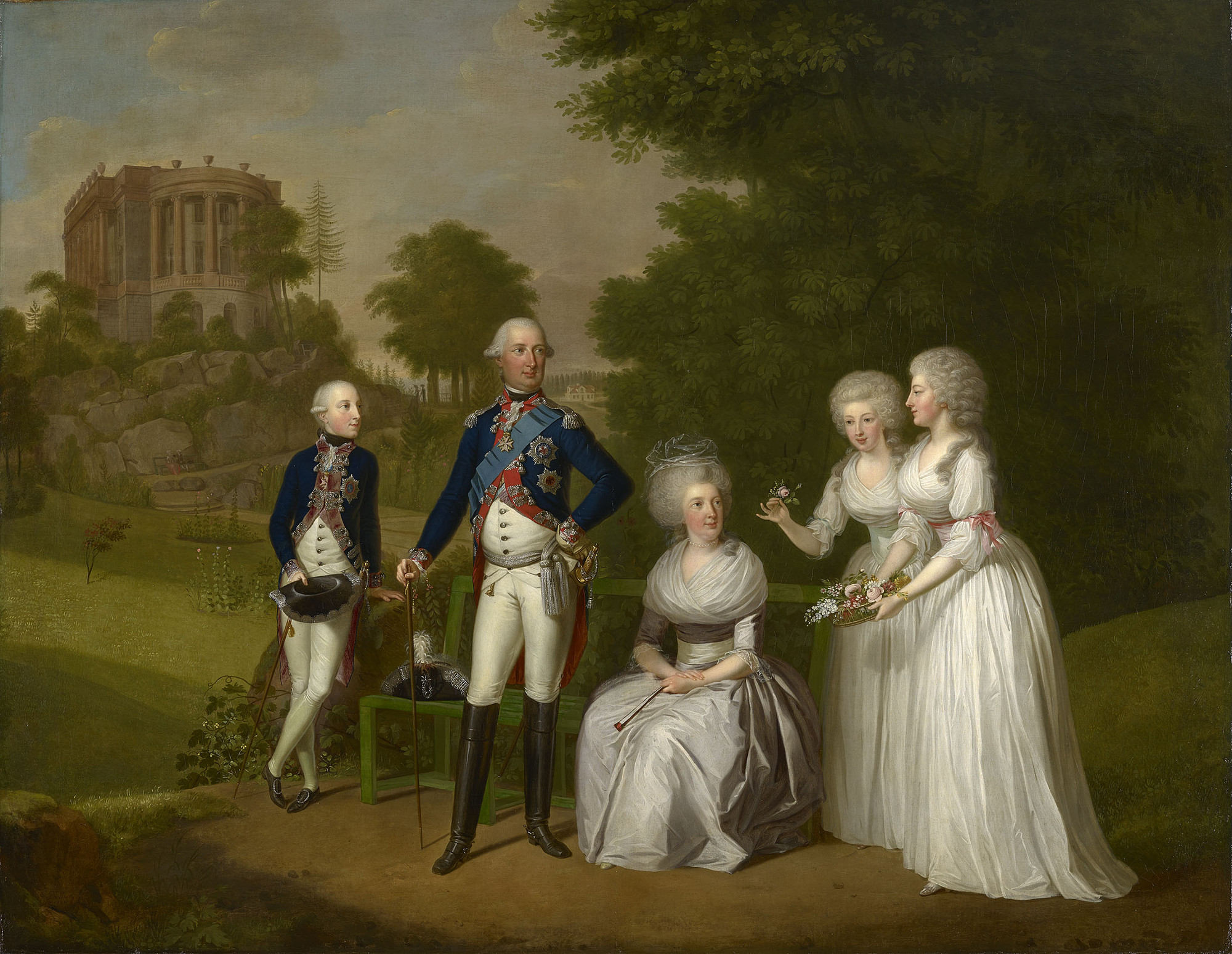
Guilhermina com o marido Guilherme I, e os filhos Carolina, Frederico e Maria

Guilherme herdou o estado de Hesse-Cassel, tornando-se conde Guilherme IX, em 1785 e foi elevado à posição de príncipe-eleitor de Hesse como Guilherme I. O casamento foi infeliz: o seu marido era infiel e tinha muitas amantes, nomeadamente a condessa Schlotheim que ele tinha tornado condessa de Hessenstien. Dizia-se que Carolina era bonita, distante, gentil e complacente. Em 1804, ainda falava dinamarquês sem sotaque e tinha uma forte ligação ao seu país natal.
Em 1806, Hesse foi ocupado pelos franceses. O seu marido e o filho mais velho refugiaram-se junto do seu cunhado Carlos de Hesse-Cassel em Schleswig, mas Guilhermina permaneceu em Kassel até a França nomear um governador para a cidade, mudando-se depois para a casa da filha Amália em Gota. Passou todo o período napoleónico (1806-1813) no exílio entre vários lugares, principalmente em Schleswig e Praga. Em 1813 regressou a Kassel.

## Descendência
- Maria Frederica de Hesse-Cassel (14 de setembro de 1768 – 17 de abril de 1839), casada com o duque Aleixo Frederico de Anhalt-Bernburg; com descendência.
- Carolina Amália de Hesse-Cassel (11 de julho de 1771 – 22 de Fevereiro de 1848), casada com o duque Augusto de Saxe-Gota-Altemburgo; sem descendência.
- Frederico de Hesse-Cassel (8 de agosto de 1772 – 20 de julho de 1784), morreu aos onze anos de idade.
- Guilherme II de Hesse-Cassel (28 de julho de 1777 – 20 de novembro de 1847), casado primeiro com a princesa Augusta da Prússia; com descendência. Casado depois com a condessa Emilie Ortlöpp de Reichenbach-Lessonitz; com descendência. Casado por último com Caroline von Berlepsch; sem descendência.